# Institute for Public Accuracy
Das Institute for Public Accuracy ist eine Organisation mit Sitz in Washington, D.C., die sich dafür einsetzt, dass Massenmedien auch alternative Quellen befragen und in ihre Berichterstattung einbinden. Gegründet wurde die Organisation 1997 von Norman Solomon, welcher als Geschäftsführer tätig ist.